# サモア・ポンド
サモア・ポンド (Samoan pound)または西サモア・ポンド (Western Samoan pound)とは、1914年から1967年まで用いられていたサモアの通貨。ドイツ・マルクに代わって導入された。サモア・ポンドは、最初、UKポンドと等価とされ、のちにニュージーランド・ポンドと等価とされた。
1967年にニュージーランド・ポンドが10進法化された際に、サモア・ポンドはタラに、1ポンド=2タラのレートで置き換えられた。